# Nancy J. Chodorow
Nancy J. Chodorow (New York, 1944. január 20. –) amerikai pszichoanalitikus, szociológus, a feminista pszichológia egyik meghatározó elméletalkotója.

## Élete
Nancy J. Chodorow 1944. január 20-án született New Yorkban. Édesapja, Marvin Chodorow alkalmazott fizika professzor volt. Nancy 1966-ban végzett a Radcliffe College-ban, majd a Brandeis Egyetemen doktorált szociológiából. A San Franciscó-i Pszichoanalízis Intézetben szerezte meg pszichoanalitikus képesítését. 
Több ösztöndíjat is kapott, többek között a Guggenheim Alapítványtól, a Stanford Egyetemtől és az American Council of Learned Societies szervezettől.
1979-ben Jessie Bernard-díjat kapott, 2000-ben az Amerikai Pszichológiai Egyesület is díjjal jutalmazta a pszichoanalízisben végzett teljesítményét, emellett L. Bryce Boyer-díjat nyert a The Power of Feelings: Personal Meaning in Psychoanalysis, Gender, and Culture című könyvéért, míg a Reproduction of Mothering című művét a Contemporary Sociology című folyóirat az elmúlt huszonöt év legfontosabb könyvei közé választotta.
Chodorow szociológusként, pszichoanalitikusként és trénerként dolgozik, az Amerikai Szociológiai Egyesület és a Russell Sage Alapítvány tagja. 1973-ban a Wellesley College tanára, 1974 és 1986 között szociológia professzorasszisztensként dolgozott Santa Cruzban. Jelenleg a Kaliforniai Egyetemen dolgozik, fő érdeklődési területe a pszichoanalízis és a feminizmus. Psychoanalysis and the Sociology of Gender című művében kifejti, hogy a nemi identitást a férfiak szeparációval érik el, így félnek az intimitástól, míg a nőknél fordított a helyzet: az identitást kötődés által szerzik meg, és a szeparációtól tartanak.

## Magánélete
Férje, Michael Reich gazdaságtudományi professzor. Két gyerekük született: Rachel és Gabriel. 1977 óta külön élnek.

## Művei
- Chodorow. N. J.(1991). Feminism and Psychoanalytic Theory. London: Yale University Press.
- Chodorow, N. J. (1994). Femininitites, Masculinities, Sexualities: Freud and Beyond. Lexington: University of Kentucky.
- Chodorow, N. J. (1999). The Reproduction of Mothering: Psychoanalysis and the Sociology of Gender. Los Angeles: University of California Press.
- Chodorow, N. J. (2001). Personal Meaning in Psychoanalyis, Gender and Culture. London: Yale University Press.

## Magyarul megjelent művei
- A feminizmus és a pszichoanalitikus elmélet; ford. Csabai Márta et al.; Új Mandátum, Bp., 2000; 312 o. ISBN 963-530-059-X